# Akai Draco
Akai Draco est un acteur américain habitué aux seconds rôles à la télévision.

## Biographie
De son vrai nom Sean Turner, il a vu le jour à Bethesda au Maryland, le 18 février 1970. Son pseudonyme, il le tient de deux langues différentes : Akai signifie « rouge » en japonais et draco, « dragon » en latin. Marié et père de famille, il a travaillé longtemps dans le domaine de l'informatique avant de se lancer dans le monde de la fiction comme acteur. Il incarne depuis 2011, le rôle du Shérif Derrick dans la série Dallas qui est diffusée sur la chaîne américaine TNT. Depuis quelques années, Akai Draco s'est installé avec sa famille dans la ville de Dallas au Texas.

## Filmographie
- 2005 : Prison Break (saison 2, épisode 7)
- 2010 : Lone Star (saison 1, épisode 2)
- 2010 : Bailey et Stark (The Good Guys) (saison 1, épisode 18)
- 2011 : Chase (saison 1)
- 2012 : Dallas